# Extrémité N-terminale
 (octobre 2009).
Si vous disposez d'ouvrages ou d'articles de référence ou si vous connaissez des sites web de qualité traitant du thème abordé ici, merci de compléter l'article en donnant les références utiles à sa vérifiabilité et en les liant à la section « Notes et références ».

L'extrémité N-terminale d'une protéine ou d'un polypeptide (à gauche)

En structure des protéines, l'extrémité N-terminale (ou terminaison amine, terminaison aminée, terminaison N ou terminaison NH2) réfère à l’extrémité d'une protéine ou d'un polypeptide se terminant par un acide aminé avec une fonction amine libre (-NH2). La convention d'écriture pour des séquences peptidiques place la terminaison amine à gauche, la séquence étant alors écrite de la terminaison N à la terminaison carboxyle. La traduction de l'ARN messager en protéine s'effectue de la terminaison N à la terminaison C.

## Chimie
Chaque acide aminé possède un groupe carboxyle et un groupe amine, et les acides aminés peuvent se lier à un autre afin de former une chaine au cours d'une réaction de déshydratation par création d'une liaison d'un groupe amine d'un acide aminé au groupe carboxyle du suivant. Les chaines polypeptidiques ont donc une terminaison avec un groupe carboxyle non-lié, la terminaison C, et une terminaison avec un groupe amine, la terminaison N.
Lorsque la protéine est traduite depuis l'ARN messager, elle est créée de la terminaison N à la terminaison C. La terminaison amine d'un acide aminé (sur un ARN de transfert chargé), lors de la phase d'élongation de la traduction, se lie à une terminaison carboxyle de la chaîne naissante ou croissante. Le codon d'initiation du code génétique codant la méthionine, la plupart des séquences protéiques débutent par une méthionine (et plus spécifiquement, la N-formylméthionine (fMet) pour les bactéries). Cependant, certaines protéines sont modifiées dans un processus post-traductionnel, par exemple lors d'une segmentation par un précurseur protéique, et peuvent présenter des acides aminés différents pour leurs terminaisons.

## Fonction

### Signaux de ciblage par terminaison N
La terminaison N est la première partie de la protéine qui sort du ribosome durant la synthèse protéique. Elle contient parfois des séquences qui agissent comme un signal de ciblage (une sorte de code postal intracellulaire), permettant à la protéine d'atteindre son emplacement prévu dans la cellule. Le signal de ciblage est habituellement supprimé après avoir servi[style à revoir] par une peptidase. En outre, l'acide N amino-terminal d'une protéine est un facteur important qui régit sa demi-vie (la probabilité d'être dégradée). C'est ce qu'on appelle la règle de la terminaison N (en).
Peptide signal
Le peptide signal de la terminaison N est reconnu par une particule de reconnaissance du signal (SRP) et conduit au ciblage de la protéine vers la voie sécrétoire. Dans les cellules eucaryotes, ces protéines sont synthétisées au niveau du réticulum endoplasmique. Dans les cellules procaryotes, les protéines sont exsudées au travers de la paroi cellulaire. Dans les chloroplastes, les peptides signal ciblent les protéines vers les thylakoïdes.
Peptide mitochondrial de ciblage
Le peptide mitochondrial de ciblage de la terminaison N (mtTP) permet à la protéine d'être introduite dans la mitochondrie.
Peptide chloroplastique de ciblage
Le peptide chloroplastique de ciblage de la terminaison N (cpTP) permet à la protéine d'être introduite dans le chloroplaste.

### Modifications de la terminaison N
Certaines protéines sont modifiées après traduction par ajout de repères membranaires qui permettent à la protéine de s'associer avec la membrane sans avoir de domaine transmembranaire. La terminaison N (comme la terminaison C) d'une protéine peut être modifiée de la sorte.
N-myristoylation
La terminaison N peut être modifiée par addition d'un repère myristoyle. Les protéines qui sont ainsi modifiées présentent un motif consensuel à leur terminaison N servant de signal de modification.
N-acylation
La terminaison N peut être modifiée par addition d'un repère acide gras à partir d'une protéine N-acylée. La forme la plus commune de cette modification est l'addition d'un groupe palmitoyle.